# Crossopetalum rhacoma
Crossopetalum rhacoma là một loài thực vật có hoa trong họ Dây gối. Loài này được Crantz mô tả khoa học đầu tiên năm 1766.